# Gustaf Uggla
Gustaf Fredrik Oskar Uggla, född 22 januari 1846 i By församling, Värmlands län, död 7 januari 1924 i Oscars församling, Stockholms stad, var en svensk militär, general och adjutant.

## Biografi
Gustaf Uggla härstammade från Värmlandsgrenen av ätten Uggla. Han utnämndes 1863 till underlöjtnant i Värmlands regemente, i vilket han 1879 befordrades till kapten. Under tiden hade han 1870 utnämnts till generalstabsofficer och 1873 blivit löjtnant vid den då nyinrättade Generalstaben, som han tillhörde ända tills han 1897 nådde överstegraden, med undantag av åren 1879–1881, då han gjorde passage vid Värmlands regemente och samtidigt var kompanichef vid Krigsskolan. År 1897 utnämndes han till överste och sekundchef för Svea livgarde och 1902 till generalmajor. År 1908 befordrades han till generallöjtnant. År 1902 blev han chef för II. arméfördelningen, en befattning som han innehade till 1913, då han avgick ur aktiv tjänst. Samma år utnämndes han till general i generalitetets reserv. År 1915 var han tillförordnad inspektör för Trängen.
Åren 1877–1883 var Uggla lärare vid Krigsskolan, varefter han blev militärattaché vid beskickningen i Wien. Åren 1885–1890 var han lärare vid Krigshögskolan och 1890–1897 chef för Krigsskolan. Redan 1871 hade Uggla utnämnts till ordonnansofficer hos dåvarande hertigen av Östergötland, sedermera kung Oscar II, vars stab han som ordonnansofficer, adjutant och överadjutant sedan tillhörde under kungens livstid. Från 1910 var han förste adjutant och chef för kung Gustaf V:s stab, och lämnade dessa befattningar 1 januari 1924.
Uggla var sekreterare, ledamot och ordförande i ett flertal militära kommittéer och kommissioner, bland annat Kommittén för granskning av de särskilda vapenslagens exercisreglementen 1885–1887, värnpliktskommittén 1898, infanteriexercisreglementskommittéerna 1893–1895, 1902–1904 och 1912 samt Kommissionen för utredning med mera rörande regementspastorsinstitutionen 1907.
I egenskap av varm anhängare av den frivilliga skytterörelsen valdes Uggla 1909 till ordförande i skytteförbundens överstyrelse. Som sådan engagerade han sig i fråga om fältskytteverksamhetens utveckling i en för landets försvar gynnsam riktning. Som mångårig ledamot i styrelsen för Centralföreningen för idrottens främjande och i Svenska Röda korset verkade han också för dessa föreningars syften. Åren 1898–1902 var han ledamot av Krigshovrätten. En kortare tid under 1919 års lagtima riksdag var han representant för Värmlands läns valkrets i första kammaren.
Från 1886 var Uggla ledamot av Krigsvetenskapsakademien.

## Familj
Gustaf Uggla var son till kaptenen vid Närkes regemente Carl Uggla (1796–1863) och Lovisa (Louise), född Örn (1814–1877). Han gifte sig 9 januari 1875 med Augusta Eleonora von Post (1851–1921), dotter till kapten Carl Rangel von Post (1811–1876) och friherrinnan Elisabeth (Betty), född Cronstedt (1813–1875). Barn: Carl Gustafsson (född 1875); Louise (född 1877); Eva Thurinna (född 1879); Gustaf Gustafsson (född 1880); Elsa (född 1882); Signe (född 1883); Axel (född 1888); Bertil Gustafsson (född 1890); Thorsten Gustafsson (född 1892) och Bengt Gustafsson (född 1894). Makarna Uggla är begravda på Solna kyrkogård.

## Utmärkelser

### Svenska utmärkelser
- Riddare och kommendör av Kungl. Maj:ts Orden (Serafimerorden), 30 september 1914.[8]
- Kommendör av första klassen av Svärdsorden, 30 november 1901.[9]
- Kommendör med stora korset av Svärdsorden, 5 maj 1909.[10]
- Konung Oscar II:s jubileumsminnestecken, 1897.[11]
- Konung Oscar II:s och Drottning Sofias guldbröllopsminnestecken, 1907.[11]
- Konung Gustaf V:s olympiska minnesmedalj, 1912.[12]

### Utländska utmärkelser
- Kommendör av andra klassen av Badiska Zähringer Löwenorden, senast 1905.[13]
- Storkorset av Badiska Zähringer Löwenorden, tidigast 1910 och senast 1915.[14][15]
- Riddare av Danska Dannebrogorden, senast 1905.[13]
- Storkorset av Danska Dannebrogorden, tidigast 1910 och senast 1915.[14][15]
- Storkorset av Finlands Vita Ros’ orden, 1919.[16]
- Riddare av storkorset av Italienska Sankt Mauritius- och Lazarusorden, tidigast 1910 och senast 1915.[14][15]
- Kommendör av första klassen av Norska Sankt Olavs orden, senast 1905.[13]
- Storkorset av Norska Sankt Olavs orden, tidigast 1915 och senast 1918.[15][17]
- Riddare av andra klassen av Preussiska Röda örns orden, senast 1905.[13]
- Riddare av första klassen av Preussiska Röda örns orden, 1908.[18][19]
- Storkorset av Preussiska Röda örns orden, tidigast 1910 och senast 1915.[14][15]
- Riddare av första klassen av Ryska Sankt Annas orden, 1908.[18][19]
- Kommendör av Belgiska Leopoldsorden, senast 1905.[13]
- Kommendör av andra klassen av Luxemburgska Adolf av Nassaus civil- och militärförtjänstorden, senast 1905.[13]
- Kommendör av Portugisiska Kristusorden, senast 1905.[13]
- Kommendör av Rumänska kronorden, senast 1905.[13]
- Tredje klassen av Osmanska rikets Osmanié-orden, senast 1905.[13]
- Riddare av första klassen av Sachsen-Ernestinska husorden, senast 1905.[13]
- Riddare av andra klassen av Waldeckska Förtjänstorden, senast 1905.[13]
- Riddare av tredje klassen av Österrikisk-ungerska Järnkroneorden, senast 1905.[13]